# Intergen
Intergen is een Amerikaanse onafhankelijke stroomproducent (IPP, Independent Power Producer), waarvan het hoofdkantoor is gevestigd in Burlington (Massachusetts), statutair gevestigd in Nederland als Intergen N.V.
Intergen heeft wereldwijd 11 centrales, met een totale capaciteit van 7.686 megawatt (MW).

## Geschiedenis
Intergen is in 1995 ontstaan toen het Amerikaanse Bechtel en PG&E Corporation samen een joint venture begonnen. In 1997 kocht Bechtel PG&E Corporation uit en verkocht die 50% later in dat jaar aan Shell. Het bedrijf had toen 20 elektriciteitscentrales in 14 landen (o.a. in Turkije (İzmir), China, Egypte, Brazilië, Chili, India, Verenigde Staten en Canada), goed voor een gezamenlijk vermogen van bijna 16.000 MW. Toen Shell, in 2004 in een crisis om de bewezen olie/gas reserves kwam, besloten Bechtel en Shell Intergen te verkopen. Een groot deel van de centrales werd apart verkocht.
Pensioenfonds Ontario Teachers' Pension Fund en investeer maatschappij AIG Highstar Capital II kochten Intergen op.
Het belang van AIG Highstar Capital II in Intergen werd in oktober 2008 overgenomen door het Indiase GMR Infrastructure.
29 November 2010 wordt bekend dat Huaneng Groep, de grootste producent van elektriciteit in China, het belang van GMR Infrastructure in Intergen overneemt. De overnamesom is 1,23 miljard dollar en de overname is 12-04-2011 afgerond.

## Centrales

### Nederland
Intergen bezit thans (januari 2019) geen centrales meer in Nederland. Onderstaande 2 centrales werden in het verleden door Intergen uitgebaat.
- Rijnmond Energie, een gasgestookte centrale met een capaciteit van 820 MW. Gelegen bij Pernis op de Vondelingenplaat. Afnemer van de elektriciteit is Eneco. De centrale levert ook stoom aan de naast gelegen Shell Pernis raffinaderij, Dutch Biodiesel en de Argos Oil tankterminal. Deze centrale werd ultimo 2004 in gebruik genomen. In oktober 2015 werd Rijnmond Energie CV, de eigenaar en exploitant van de Rijnmondcentrale, failliet verklaard.

- Maasstroom Energie, gasgestookte centrale van 425 MW. Locatie: Vondelingenplaat, naast de Rijnmond Energie centrale. Intergen heeft de centrale in 2010 in bedrijf genomen. De centrale is opgebouwd in een zogenaamde singleshaft configuratie. MaasStroom Energie is de eerste gasgestookte centrale in Nederland met selectieve katalytische reductie techniek waarmee de uitstoot van NOx flink wordt gereduceerd. Afnemer van de elektriciteit is Centrica. Centrica heeft een contract getekend om gedurende 20 jaar alle elektriciteit van de centrale af te nemen. Deze centrale heeft Intergen 408 miljoen euro gekost. (Na Centrica het contract open gebroken had en voor de centrale geen afnemer meer te vinden was heeft Intergen deze moeten verkopen. De nieuwe eigenaar is het eveneens Amerikaanse Castleton Commodities International

### Mexico
Mexicaanse assets zijn afgestoten.

### Verenigd Koninkrijk
- Coryton, gasgestookt 780 MW bij Thurrock in Essex.
- Rocksavage, gasgestookt 760 MW, gelegen bij Runcorn in Cheshire. Afnemers INEOS en Scottish and Southern Energy.
- Spalding, gasgestookt 860 MW, gelegen bij Spalding in Lincolnshire. Afnemer Centrica.
- Aanbouw: Spalding 2. Een 300MW open cycle gasturbine in opbouw. Deze gaat de Britse Netbeheerder National Grid helpen het net te ondersteunen
- gepland: Gateway Energy Centre, een gasgestookte centrale met een capaciteit van 900 MW in Essex.
- regionaal kantoor: Edinburgh.

### Australië
- Milmerran, kolengestookt 850 MW, gelegen bij Milmerran in het zuiden van Queensland.
- Calide C, kolengestookt 920 MW, gelegen bij Biloela in Queensland.

Beide 50% eigenaar, andere deel in het bezit van onder andere het Chinese Huaneng Groep.
- regionaal kantoor: Brisbane.